# ThinkPad SL
ThinkPad SLシリーズ（シンクパッド エスエル - ）はレノボ社のノートパソコン、ThinkPadブランドの一シリーズ。

## 概要・コンセプト
先行販売していた、Lenovo3000シリーズの後継機として販売された。
ThinkPadとしては初めてintel Centrino2を搭載して投入されたモデルであり、形、色ともThinkPad だが、随所にLenovo3000シリーズを引き継いできた部分を持ち、従来のThinkPadとの違いがある。特徴として、s30シリーズにも使われていたミラージュブラックを採用。そして、ThinkPad では初めてグラフィックチップにGeForce（NVIDIA社製GPU）を採用するなど、単なるビジネス向けではなく、コンシューマ向けパソコンとして意識させているようである。実際、家電量販店でも、他メーカーのコンシューマー向けパソコンと並べて販売されている。現在ではレノボGシリーズが多く取り扱われている。なお、キャッチコピーは「高いビジネスにも応える、スタイリッシュモデル」である。

## 特徴
- ThinkVantageボタンが、Lenovo Careボタンになっている
- キーボード配列が6列になっている（他のモデルは7列）
- ThinkPad初の光沢感の高いグレア液晶を採用（アンチグレア液晶も選択可能）
- AV機能には欠かせないHDMIポートを採用（他の新シリーズは「DisplayPort」と呼ばれる次世代のデジタルディスプレーインターフェースを搭載）
- 従来のThinkPadにある、ウルトラベイ・ドッキングステーション・ThinkLight（キーボードライト）は搭載しない
- いずれのモデルもDVDドライブが標準搭載であり、ウルトラベイシリーズ専用端子では無い一般的なSATA端子に変更された

## モデル紹介

### SL3xx系統
Centrino2タイプ（Intel Core 2 Duoプロセッサー搭載）2008年8月下旬登場、13.3インチワイド光沢ありのLEDバックライトを搭載するスリムサイズのノートブックであり、将来的にはブルーレイディスクドライブ搭載モデルも登場予定であり、ThinkPad X300を意識したモデルと思われる。CPUはCeleron575(2Ghz)とCore 2 Duo P8400(2.26Ghz)、P8600(2.4Ghz)の3種類。基本はチップセット内蔵グラフィックスであるが、P8600搭載時はGeForce 9300M Gを選択可能、VRAM容量は128MBである。重量はX300より少し重いものの(2.05kg~2.07kg)、高性能でありながら13万円～18万円と低コストのため、リーズナブルなモデルである。
- SL300 （モバイル インテル PM45 Express および GM45 Express チップセット）

### SL4xx系統
Centrino2タイプ（Intel Core 2 Duoプロセッサー搭載）。14.1インチワイド液晶搭載のスタンダードノートブックとして、2008年7月に販売が開始された。特徴は、光沢のある天板とThinkPad の文字（"i"の"・"）部分が赤く光ることである。また、形が逆台座になっており、机に置いたときにマシンが小さく見える効果があるという。チップセットは2種類（GM45 Express、PM45 Express)あり、購入時はCPUやグラフィックスチップのカスタマイズが可能である（BDドライブ搭載モデルは未発表のため不明）。
- SL400（GM45 Express または PM45 Expressチップセット、Core 2 Duoプロセッサー）

### SL5xx系統
Centrino2タイプ （Intel Core 2 Duoプロセッサー搭載）。15.4インチワイド液晶搭載のオールインワンモバイルノートとして、2008年7月に販売が開始された。内容は上記の記事と同様である。後継機種としてSL510が発表され、15.6インチLEDワイド液晶搭載のオールインワンモバイルノートとして、2009年10月に販売が開始された。
- SL500
- SL510